# Artur Kamilevics Ahmathuzin
Artur Kamilevics Ahmathuzin (oroszul: Артур Камилевич Ахматхузин, baskírul: Артур Камил улы Әхмәтхужин) (Novij Aktanismas, Krasznokamszki járás, 1988. május 21. –) olimpiai és Európa-bajnok oroszországi baskír tőrvívó.
Tanulmányait Fehéroroszországban végezte.

## Sportpályafutása
2005-től volt az orosz tőrvívó-válogatott tagja (a 2005. évi kadett világbajnokságon debütált). 2013-ban a Budapesten rendezett világbajnokságon egyéniben ezüstérmet szerzett. Edzői Ramil Ajupov és Ilgar Mamedov.